# Drymaria monticola
Drymaria monticola är en nejlikväxtart som beskrevs av Howell. Drymaria monticola ingår i släktet Drymaria och familjen nejlikväxter. Inga underarter finns listade i Catalogue of Life.